# Lac Aruncohue
Le Lac Aruncohue est un lac andin d'origine glaciaire situé en Argentine, au sud-ouest de la province de Neuquén, dans le département de Los Lagos, en Patagonie. 

## Étymologie
Aruncohue est d'origine mapuche. Jadis le lac s'appelait Arumcohue lavquen ce qui en mapudungun peut se traduire par Lac de la grande grenouille. 

## Géographie

Carte du parc national Nahuel Huapi.

Le lac Aruncohue se trouve à trois km au nord-ouest du lac Totoral, lui-même situé au nord-ouest du lac Nahuel Huapi. Il est très proche de la frontière chilienne, et se situe à quelque 19 kilomètres à vol d'oiseau au nord-ouest de la ville de Villa La Angostura.
Il occupe la partie amont d'une ancienne vallée glaciaire qu'il partage avec le lac Totoral lequel occupe sa partie aval. Il s'étend du nord-ouest au sud-est sur une distance de 2,6 kilomètres. 

Il est alimenté par l'eau de fonte des neiges et les fortes pluies arrosant les montagnes environnantes.
Le lac est protégé. Il fait intégralement partie du parc national Nahuel Huapi. 

Se trouvant dans une zone de très forte précipitations, ses rives sont recouvertes d'un splendide manteau forestier presque totalement vierge. Il s'agit d'une forêt valdivienne dense et touffue, comportant une grande diversité d'espèces.

## Hydrographie
L'émissaire du lac Aruncohue, qui prend naissance au niveau de son extrémité sud, est aussi le tributaire principal du lac Totoral situé 3 kilomètres au sud-est. 

Le lac Aruncohue, comme le lac Totoral, font partie du bassin du río Limay, donc du río Negro. 